# Univerza v Ženevi
Univerza v Ženevi (francosko Université de Genève) je javna univerza s sedežem v švicarskem mestu Ženeva.
Nastala je sredi 16. stoletja kot prva visokošolska ustanova v mestu, čeprav je Ženeva papeško licenco za univerzo dobila že dvesto let prej. Leta 1559, po uveljavitvi reformacije, jo je ustanovil Jean Calvin kot Akademijo v Ženevi (Académie de Genève), teološko in humanistično semenišče. Kmalu je postala eden najvplivnejših centrov protestantske teologije, v 17. stoletju pa razsvetljenske učenosti. Leta 1873 je uradno prevzela sekularno usmeritev in dobila naziv univerza. V 19. stoletju je bila ustanovljena tudi medicinska fakulteta.
Univerzo zdaj sestavlja devet fakultet in nekaj povezanih inštitutov:
- Naravoslovna fakulteta
- Medicinska fakulteta
- Fakulteta za humanistiko
- Družboslovna fakulteta
- Fakulteta za ekonomijo in menedžment
- Pravna fakulteta
- Teološka fakulteta
- Fakulteta za psihologijo in pedagogiko
- Fakulteta za prevajalstvo in tolmačenje

Še vedno je ena najuglednejših visokošolskih ustanov v državi in za Švicarsko državno tehniško visoko šolo Zürich tudi druga največja v Švici. Na račun povezav z mednarodnimi organizacijami, ki imajo sedež v mestu, kot so Svetovna zdravstvena organizacija, Mednarodni komite Rdečega križa, Mednarodna telekomunikacijska zveza in Evropska organizacija za jedrske raziskave, je pomembno raziskovalno središče v svetovnem merilu.
Po različnih mednarodnih lestvicah raziskovalne in akademske uspešnosti se uvršča med stoterico najboljših univerz na svetu. Tu so študirali ali poučevali nobelovci, kot so Daniel Bovet (nagrada za fiziologijo ali medicino 1957), Niels Kaj Jerne (nagrada za fiziologijo ali medicino 1984), Gunnar Myrdal (nagrada za ekonomijo 1974) in Kofi Annan (nagrada za mir 2001).